# Canche
De Canche (Nederlands: Kwinte) is een 100 km lange rivier in het noorden van Frankrijk, departement Pas-de-Calais. Zij ontspringt in Gouy-en-Ternois op 132 m hoogte boven de zeespiegel en loopt via Frévent, Hesdin (Heusden) en Montreuil (Monsterole) naar de baai van Étaples (Stapele) aan Het Kanaal. Het Frans-Vlaamse dialect kent geen Nederlandstalige naam voor de rivier. De naam 'Kwinte', van de hand van J.M. Gantois is een etymologische reconstructie vanuit Quentovic, een verdwenen havenstad nabij Étaples aan de monding van de rivier.
De voornaamste zijrivieren zijn de Ternoise, de Planquette, de Créquoise, de Bras de Bronne, de Course, de Dordogne (niet te verwarren met de Dordogne) en de Huitrepin. De Grande Tringue mondt rechtstreeks uit in de Baai van Étaples.
Het stroomgebied beslaat 1274 km² en omvat 203 gemeenten. De volgende gemeenten danken hun naam mee aan de rivier:
Boubers-sur-Canche, Bouret-sur-Canche, Conchy-sur-Canche, Ligny-sur-Canche, Magnicourt-sur-Canche, Monchel-sur-Canche en Rebreuve-sur-Canche.
Het mondingsgebied maakt sinds 2011, samen met de estuaria van andere rivieren in Het Kanaal ten noorden van Cap Gris-Nez, deel uit van een marien natuurpark, genaamd Parc naturel marin des estuaires picards et de la mer d'Opale. De natuurbeschermingsmaatregelen, die de Franse autoriteiten er treffen, vertonen veel gelijkenis met die ter bescherming van de Friese Waddenzee in onder andere het noorden van Nederland en Duitsland.
- Biblioteca Nacional de España: XX5600397
- Bibliothèque nationale de France: cb11963209g (data)
- Library of Congress Control Number: sh86007057
- Nationale Bibliotheek van Israël: 987007529591805171
- Système universitaire de documentation: 02763230X
- Virtual International Authority File: 315129071